# Маунт-Джой (Пенсільванія)
Маунт-Джой (англ. Mount Joy) — місто (англ. borough) в США, в окрузі Ланкастер штату Пенсільванія. Населення — 8325 осіб (2020).

## Географія
Маунт-Джой розташований за координатами 40°6′38″ пн. ш. 76°30′21″ зх. д. / 40.11056° пн. ш. 76.50583° зх. д. (40.110613, -76.505720).  За даними Бюро перепису населення США в 2010 році місто мало площу 6,28 км², з яких 6,24 км² — суходіл та 0,04 км² — водойми.

## Демографія
Згідно з переписом 2010 року, у селищі мешкало 7410 осіб у 3138 домогосподарствах у складі 2003 родин. Густота населення становила 1179 осіб/км².  Було 3349 помешкань (533/км²).
Расовий склад населення:
| - 91,9 % — білих - 2,5 % — чорних або афроамериканців - 0,8 % — азіатів - 0,3 % — корінних американців - 0,1 % — вихідців з тихоокеанських островів - 2,2 % — осіб інших рас |

До двох чи більше рас належало 2,3 %. Частка іспаномовних становила 7,4 % від усіх жителів.
За віковим діапазоном населення розподілялося таким чином: 22,2 % — особи молодші 18 років, 64,2 % — особи у віці 18—64 років, 13,6 % — особи у віці 65 років та старші. Медіана віку мешканця становила 38,0 року. На 100 осіб жіночої статі у селищі припадало 95,7 чоловіків;  на 100 жінок у віці від 18 років та старших — 94,0 чоловіків також старших 18 років.
Середній дохід на одне домашнє господарство  становив 62 189 доларів США (медіана — 53 900), а середній дохід на одну сім'ю — 75 707 доларів (медіана — 71 724). Медіана доходів становила 41 177 доларів для чоловіків та 40 407 доларів для жінок. За межею бідності перебувало 11,1 % осіб, у тому числі 15,8 % дітей у віці до 18 років та 9,2 % осіб у віці 65 років та старших.
Цивільне працевлаштоване населення становило 4315 осіб. Основні галузі зайнятості: освіта, охорона здоров'я та соціальна допомога — 17,3 %, виробництво — 14,3 %, роздрібна торгівля — 11,2 %, мистецтво, розваги та відпочинок — 10,9 %.